# Stomoloculina
Stomoloculina es un género de foraminífero bentónico de la subfamilia Elphidiinae, de la familia Elphidiidae, de la superfamilia Rotalioidea, del suborden Rotaliina y del orden Rotaliida. Su especie tipo es Stomoloculina multangula. Su rango cronoestratigráfico abarca desde el Pleistoceno hasta la Actualidad.

## Clasificación
Stomoloculina incluye a las siguientes especies:
- Stomoloculina lobata
- Stomoloculina multangula